# زهو تشون
زهو تشون (بالصينية: 周迅) و (بالصينية: 周迅) هي ممثلة ومغنية صينية ولدت في يوم 18 أكتوبر 1974 في مدينة كو زهو في محافظة تشيجيانغ في الصين، فازت بعدة جوائز في أعمالها، منها جائزة هونغ كونغ السينمائية وجائزة بوهينيا الذهبية وجائزة هونغ كونغ للنقاد وجائزة الحصان السينمائية وغيرها من الجوائز.

## روابط خارجية
- زهو تشون على موقع IMDb (الإنجليزية)
- زهو تشون على موقع قاعدة بيانات الأفلام العربية
- زهو تشون على موقع ألو سيني (الفرنسية)
- زهو تشون على موقع ميوزك برينز (الإنجليزية)
- زهو تشون على موقع أول موفي (الإنجليزية)
- زهو تشون على موقع قاعدة بيانات الأفلام السويدية (السويدية)
- زهو تشون على موقع ديسكوغز (الإنجليزية)
- زهو تشون على موقع قاعدة بيانات الفيلم (الإنجليزية)
- زهو تشون على موقع كينوبويسك (الروسية)